# Запорожан, Лилиан
Лилиан Запорожан (рум. Lilian Zaporojan; род. 19 июня 1977 года) — молдавский юрист, менеджер, депутат Парламента Молдавии (фракция ЛДПМ).
Член Национального Политсовета ЛДПМ.

## Биография
Родился 19 июня 1977 года в селе Вийшоара Глоденского района Молдавской ССР.

## Образование
С 1994 по 1997 год учился в Республиканском колледже информатики в Кишинёве.
В 2001 году окончил факультет права и администрации «Simion Barnuțiu» университета «Лучиана Блага» в румынском городе Сибиу.
С 2001 по 2008 год являлся менеджером в Международной транспортной компании.
В 2005 году — адвокат, Министерство сельского хозяйства.
С 2008 года — председатель отделения ЛДПМ в городе Глодень.
В 2010—2011 годах занимал пост заместителя руководителя территориального отделения Государственной канцелярии в городе Бэлць.
В 2011 году избран в парламент Молдавии из Глодянского района, заменив в парламенте Виктора Бодю, генерального секретаря правительства. С мая 2011 года входит в Комиссию по вопросам права, назначениям и иммунитету.
Автор нескольких законопроектов. Регулярный участник парламентских делегаций (в том числе в Россию), освещаемых СМИ.
2-3 октября 2013 года Лилиан Запорожан, Раиса Аполски,  Валериу Мунтяну, Анатолие Архире, Галина Балмош в составе делегации парламента Молдовы в рамках Программы «Улучшение качества демократии в Молдове через парламентской и электоральной поддержки», реализуемой ПРООН в 2012-2016 гг. посетили  парламент Швеции. Общая цель Программы заключается в улучшении качества демократических процессов и систем Молдовы путём внедрения европейских стандартов.

## Увлечения и языки
По воспоминаниям самого Запорожана, увлёкся шашками в 4 года, а в 6 лет стал участвовать в первых чемпионатах в Глоденском районе. Позже участвовал и в чемпионате северной зоны Молдовы.
Приехав в 1994 году в Кишинёв на учебу, Лилиан Запорожан тренировался у Иосифа Функа, прославленного молдавского шашечного тренера. Наставник пригласил Запорожана в Молдавскую федерацию шашек, где Функ занимал пост вице-председателя и исполняющим обязанности председателя.
Ныне возглавляет Молдавскую федерацию шашек.
Владеет  румынским, русским и французским языками.

## Семья
Женат, один ребенок.